# Preventori d’Aigües

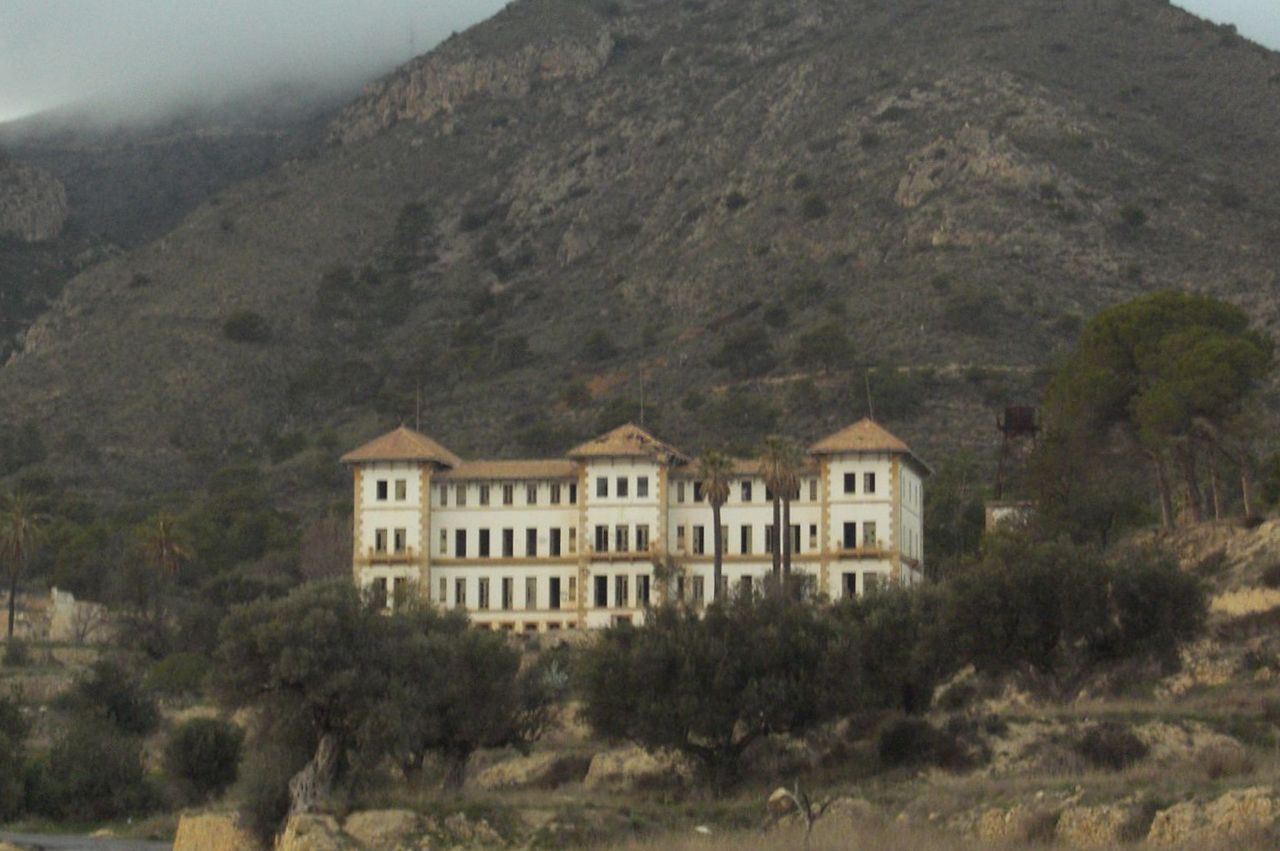
Ehemaliges Kurbad von Aigües (2006)

Das Preventori d’Aigües oder Balneari d’Aigües  (valencianisch) bzw. Preventorio de Aguas de Busot oder Balneario de Aguas de Busot (spanisch) ist ein ehemaliges Thermalbad und späteres Sanatorium an der spanischen Costa Blanca. Es liegt am Ortsrand der Gemeinde Aigües in der Provinz Alicante, am Fuß des Bergmassivs Cabeçó d’Or.

## Geschichte
Wann die Thermalquellen entdeckt wurden, ist nicht bekannt. Chroniken sprechen davon, dass den Morisken von Aigües im 15. Jahrhundert urkundlich die Nutzung der Quellen zugesichert wurde.
Das älteste erhaltene Dokument datiert vom 30. November 1596. Es spricht das Eigentum an den Thermalquellen der Stadt Alicante zu.
1816 ließ der Conde de Torrellano auf dem Terrain ein luxuriöses Kurbad mit Hotelanlage errichten. Das heute noch vorhandene Hauptgebäude stammt aus dem Jahr 1838 und wurde von dem Architekten Pedro García Faria erbaut. Im umgebenden Park errichtete der Conde de Casas Rojas kleine Badehäuser.
Das Kurbad zählte im ausgehenden 19. Jahrhunderts zu den nobelsten Adressen in Spanien. Unter anderem verbrachten hier Englands Königin Victoria und Mitglieder des spanischen Königshauses ihre Ferien.
Ein Konflikt um den Grundbesitz zwischen der Stadt Alicante und dem Conde de Casa Rojas (auch Marqués de Bosch genannt) wurde 1865 gerichtlich zugunsten des Conde de Casa Rojas entschieden.
1936 wurde der Hotelbetrieb eingestellt und in dem Gebäude zog ein von Nonnen geführtes Sanatorium für tuberkulosekranke Kinder ein.
Im Jahr 1965, als die Tuberkulose in Spanien weitgehend besiegt war, schloss das Sanatorium. Damals kam es zu regelrechten Plünderungen in dem ehemals mondänen Gebäude: Anwohner schleppten Möbel, Armaturen und ganze Marmortreppen aus dem Haus.
Die spanische Gesellschaft zur Bekämpfung der Tuberkulose hegte 1973 Pläne, das Sanatorium zu restaurieren und zu erweitern. Diese wurden jedoch nicht in die Tat umgesetzt.
1989 versteigerte die Gemeinde Aigües die Gebäude. Die Firma Prognosis aus Madrid erstand sie mit der Absicht, eine Seniorenresidenz mit Thermalbad einzurichten. Da die Firma das Gebäude jedoch weiter verfallen ließ, geriet sie in Streit mit der Gemeinde Aigües.
2006 schließlich kaufte der Bauunternehmer Valentín Botella, der Präsident des Fußballclubs Hércules Alicante, das Gebäude.

## Aktueller Zustand

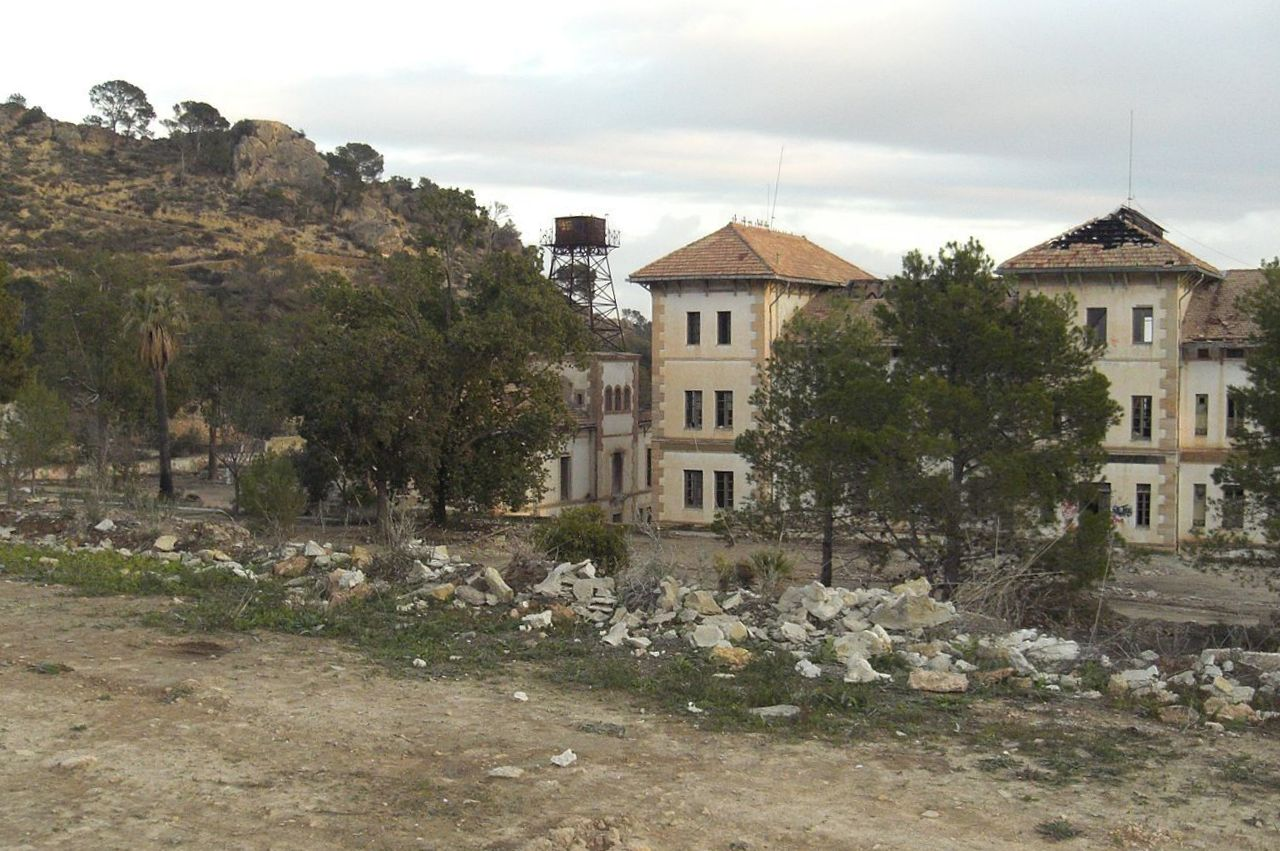
Rückansicht

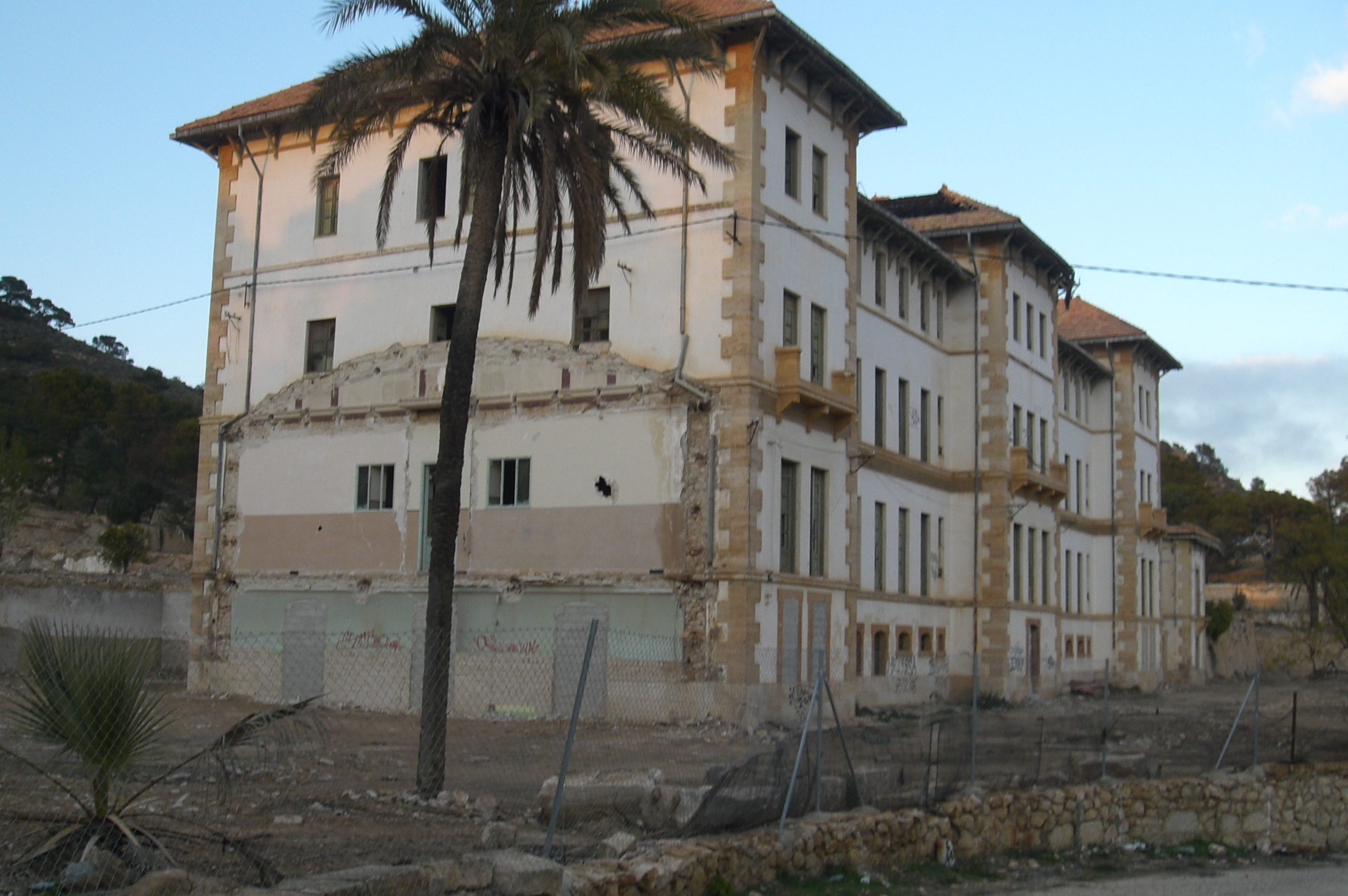
Seitenansicht

Seit den 90er Jahren verfällt das Kurbad von Aigües mehr und mehr. Es wird häufig von Jugendlichen sowie Anhängern des Okkultismus und der Esoterik-Bewegung besucht. Mehrfach berichtete die Lokalpresse von spiritistischen Sitzungen und schwarzen Messen, die in dem Gebäude abgehalten wurden.
Viele Teile des Hauptgebäudes zeigen Spuren von Vandalismus. Anfang des 21. Jahrhunderts brannte der Dachstuhl aus. Die zeitweiligen Besitzer rissen mehrere Nebengebäude und die im 19. Jahrhundert für die Kurgäste erbaute Kapelle ab. Auch das Schwimmbecken wurde zugeschüttet.
Der neue Besitzer plant laut Presseberichten offenbar, auf dem Gelände einen Komplex von Luxus-Ferienwohnungen zu errichten.

## Gerüchte um das Thermalbad
Im Internet kursieren zahlreiche moderne Sagen um das Preventori d’Aigües. Parapsychologen wollen gar Gespenster fotografiert und das Stöhnen der Toten, die dort an Tuberkulose gestorben waren, auf Band aufgezeichnet haben. Auch von seltsamen Veränderungen auf Videos und Fotos, die in dem verfallenen Gebäude gemacht wurden, ist die Rede. Amateurfilmer nutzten das Balneario als Kulisse für Gruselstreifen.